# Чжан Юэ
Чжан Юэ́ (кит. упр. 张悦, пиньинь Zhāng Yuè, род. 27 января 1993 года в Цицикаре, Китай) — китайская фигуристка, выступавшая в парном катании. С Ван Лэем они — бронзовые призёры Универсиады (2011), серебряные призёры финала юниорского Гран-при (2008) и вице-чемпионы Китая (2009).

## Карьера
Чжан Юэ и Ван Лэй объединились в пару в сезоне 2007/2008. Сразу же они завоевали две бронзовые медали на этапах юниорского Гран-при, в Великобритании и Эстонии. В финале Гран-при они заняли последнее, восьмое место, но из-за отмены результата победившей в этом турнире российской пары Вера Базарова и Юрий Ларионов (в связи с обнаруженным употреблением партнёром допинга) поднялись на седьмое место. Кроме того, в этом же сезоне они дебютировали во «взрослой» серии Гран-при: на домашнем этапе «Cup of China» они стали четвёртыми, что неплохо для дебюта. На чемпионате мира среди юниоров этого сезона пара заняла седьмое место.
В сезоне 2008/2009 они отобрались в финал юниорского Гран-при, где стали вторыми следом за Любовью Илюшечкиной и Нодари Майсурадзе. Во «взрослой» серии пара выступила на этапах «Skate America» и «Cup of China», где стала 8-й и 5-й соответственно.
Большую часть сезона 2011/2012 пара пропустила из-за травмы Чжан Юэ, но выступила на чемпионате четырёх континентов, где фигуристы стали девятыми. Затем Чжан приняла решение закончить выступления. Её партнёр Ван Лэй встал в пару с Ван Сюэхань.

## Программы
(с Ван Лэем)
| Сезон     | Короткая программа                                        | Произвольная программа                        |
| --------- | --------------------------------------------------------- | --------------------------------------------- |
| 2011/2012 | «Лебедь» Камиль Сен-Санс                                  | «Поющие под дождём» сюита и саундтрек         |
| 2010/2011 | «Tango de los Exilados» Уолтер Тайеб и Ванесса Мэй        | «Рапсодия на тему Паганини» Сергей Рахманинов |
| 2009/2010 | «Рапсодия на тему Паганини» Сергей Рахманинов             |                                               |
| 2008/2009 | «The Way Old Friends Do» ABBA в исполнении Максима Мрвицы | «Коппелия» Лео Делиб                          |
| 2007/2008 | Marine Music medley из кинофильма «Попай» Гарри Нильсон   | «Коппелия» Лео Делиб                          |

## Спортивные достижения
(с Ван Лэем)
| Соревнования                              | 07/08         | 08/09         | 09/10         | 10/11         | 11/12         |
| Международные                             | Международные | Международные | Международные | Международные | Международные |
| ----------------------------------------- | ------------- | ------------- | ------------- | ------------- | ------------- |
| Чемпионаты мира                           |               | 16            |               | 13            |               |
| Чемпионаты четырёх континентов            |               |               | 6             | 9             | 9             |
| Этапы Гран-при: Cup of China              | 4             | 5             |               |               |               |
| Этапы Гран-при: Skate America             |               | 8             |               |               |               |
| Этапы Гран-при: NHK Trophy                |               |               |               | 8             |               |
| Зимние Универсиады                        |               |               |               | 3             |               |
| Международные среди юниоров               |               |               |               |               |               |
| Чемпионаты мира среди юниоров             | 7             | 8             | 6             |               |               |
| Финалы юниорского Гран-при                | 7             | 2             | 3             |               |               |
| Этапы юниорского Гран-при: Германия       |               |               | 2             |               |               |
| Этапы юниорского Гран-при: Белоруссия     |               | 3             | 2             |               |               |
| Этапы юниорского Гран-при: Мексика        |               | 5             |               |               |               |
| Этапы юниорского Гран-при: Великобритания | 3             |               |               |               |               |
| Этапы юниорского Гран-при: Эстония        | 3             |               |               |               |               |
| Национальные                              |               |               |               |               |               |
| Чемпионаты Китая                          | 6             | 2             | 3             | 3             |               |